# شقران (المغرب)
 شقران (بالإنجليزية: CHAKRANE) هي جماعة قروية تابعة لإقليم الحسيمة ضمن جهة تازة الحسيمة تاونات بالمغرب. بلغ مجموع عدد سكان شكران  حسب إحصاءات 2004 حوالي 6769 نسمة يعيشون في 1104 أسرة.

## إحصاء عام
| السنة | عدد السكان | عدد الأسر | عدد الأجانب |
| ----- | ---------- | --------- | ----------- |
| 1994  | 8791       | 1320      | °°°°        |
| 2004  | 6769       | 1104      | 0           |